# 율리야 네스차렌카
율리야 빅타라우나 네스차렌카(벨라루스어: Ю́лія Ві́ктараўна Несцярэ́нка, 러시아어: Ю́лия Ви́кторовна Нестере́нко 율리야 빅토르브나 네스테렌코[*], 1979년 6월 15일 ~ )는 벨라루스의 육상 선수이다.
브레스트에서 태어났으며, 2002년에 처음으로 벨라루스 육상 국가대표로 발탁되었다. 2004년에는 아테네에서 열린 2004년 하계 올림픽 여자 100m에서 10.93초로 우승했다. 
아테네 올림픽 이후, 다시 국가대표로 발탁되어 2005년 헬싱키에서 열린 세계 육상 선수권 대회 100m 결승에 진출하여, 8위를 기록했다. 이후 나탈리야 솔로구프, 알레나 네우먀르지츠카야, 악사나 드라훈과 함께 400m 계주에서 동메달을 획득했다.
2008년 베이징에서 열린 2008년 하계 올림픽에 100m에 참가했다. 준결승까지 진출했으나 11분 26초의 기록으로 5위를 하여 결승 진출에는 실패했다. 400m 계주에서는 악사나 드라훈, 나스타스샤 슐랴크, 안나 보그다노비치와 함께 출전했다. 벨라루스 대표팀은 예선 1조에서 43.69초의 기록으로 6위를 하여 예선 탈락했고, 16개국에서 종합 9위에 올랐다.
2016년까지 선수 생활을 하다가 은퇴한 후에는 육상 코치와 벨라루스 국가 올림픽 위원회의 임원으로 활동하고 있다.